# 竹東林場
竹東林場 ，台灣的林業發展，較知名的是日治時期以官營為主的三大林場（阿里山、太平山與八仙山），此外，還有民間會社開發經營的山林地，這些林場開發較晚、規模較小，竹東林場即是其中之一。

## 日治時期

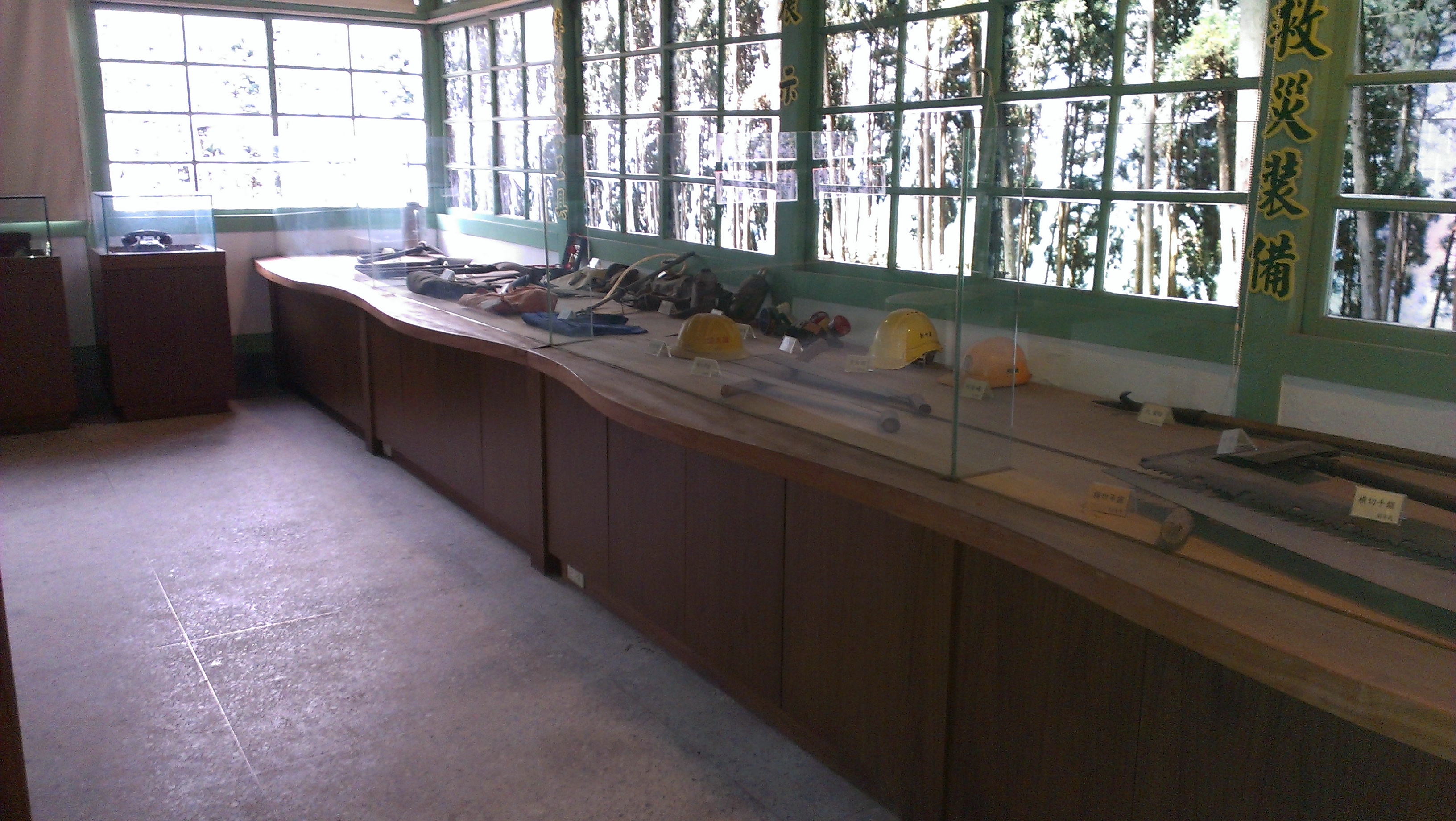
竹東林業展示館展示伐木工具

日治時期竹東地區的林業資源主要有二個單位經營，一為植松木材店竹東支店（1940年設立），另一為台灣拓殖株式會社竹東出張所（1943年設立），主要砍伐於鹿場大山。兩個單位成立日期皆屬日本統治末期，從時機上推測應為戰爭所需而成立。植松木材店開發時建造大型製材廠房、貯木池、貯木場等設施，由日本人山田直榮負責廠務運作及開發山區，並於尖石鄉 錦屏村，設立香杉山作業所，積極進行砍伐天然原始林的香杉立木，以應日本軍方之需。砍伐之樹木經索道運輸後，到較平緩之地用台車接運，再用索道進行運輸，再從錦屏土場用台車運原木至竹東。台拓竹東出張所則由日人越野正一負責經營，然此時正當二戰末期，雖然台拓投資大量資源於鹿場大山，但砍伐林木到運送下山則需要一定的程序與設備，當台拓要在竹東回收的同時，日本卻已敗戰，許多林木未來得及搬出利用，而由後來的國府接收。

## 國民政府時期

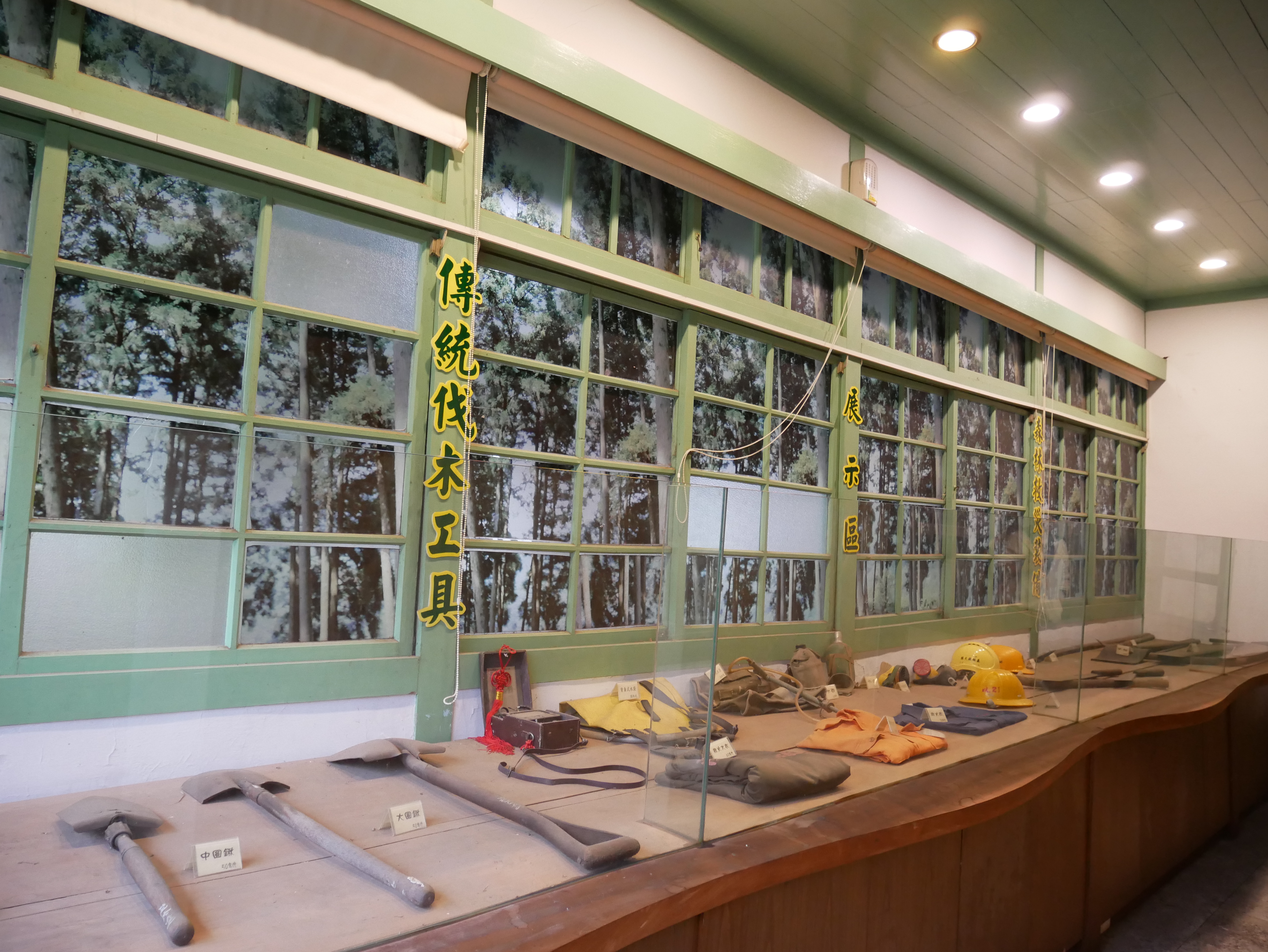
竹東林業展示館內展示伐木工具

戰後由林務局設置林業管理委員會，分為三組接收日治時期宮營與民營之林業機構，竹東林區因當時有植松木材店竹東支店與台拓竹東出張所兩大單位，台拓之竹東鹿場大山由第一組接管，植松木材店由第二組接管。1947年台灣省政府成立後，於農林廳下設林產管理局，接手管理台灣林地事業，林產管理局將竹東地區之台拓與植松兩會社在竹東經營的事業合併，並於兩個最重要的林地香杉山與鹿場山各設一處分場，即為後來所稱之竹東林場，當時的範圍非常廣大，最大面積達到10,862公頃，包含今新竹、苗栗一帶，北與太平山林場相鄰，南接八仙山林場，為戰後初期台灣六大林場之一。竹東林場的範圍廣大，擁有多個林業地，但最主要還是以鹿場山與香杉山兩處為主，蘊藏非常豐富的鐵杉、紅檜、台灣扁柏，其中香杉山正如其名，內有許多的香杉，早期主要供應日本海軍造船（補鋼鐵生產之不足）。一般來說，較有規模的林場，皆會設置製材廠，日治時期所設置之製材廠成為林場伐木作業外，規模較大的工程，同時帶動竹東鎮內許多產業之發展。
竹東林場於戰後大幅開發檜山與榛山（今日觀霧地區），並在觀霧設立工作站，之前的工作站與員工宿舍，後來開放民眾住宿，成為著名的觀光景點（2004年艾利颱風肆虐，通往觀霧地區的大鹿林道變得柔腸寸斷，於2009年重新開放觀光）。近年來，文化資產逐漸受到重視，位於竹東鎮內的林務區工務課辦公室（原為植松材木竹東支店辦公室），是一棟擁有歷史與傳統之日式建築，在政府的推動下，要將其整理修復，成為「竹東林業展示館」，將竹東林場過去的風華，藉由最初發展林業的辦公場域，塑造出往日之風華。